# Just Married
Just Married (bra: Recém-Casados; prt: Casados de Fresco) é uma comédia romântica dirigida por Shawn Levy e estrelada por Ashton Kutcher e Brittany Murphy. Foi o filme número um de bilheteria nos Estados Unidos em sua semana de estreia, em 10 de janeiro de 2003.

## Sinopse
Tom Leezak e Sarah McNerney se apaixonam e planejam se casar, apesar da oposição da rica família da moça. Quando eles se casam, e tem a chance de provar que a família dela estava errada, eles vão para uma lua de mel na Europa, que acaba sendo um grande desastre. Ao voltar para casa, eles tem de decidir se conseguirão superar os problemas de recém-casados, ou se é melhor jogar fora tudo pelo que passaram, e reconhecer que os McNerney estavam certos desde o início.

## Elenco
- Ashton Kutcher como Tom Leezak
- Brittany Murphy como Sarah McNerney
- Christian Kane como Peter Prentiss
- David Moscow como Kyle
- Monet Mazur como Lauren
- Thad Luckinbill como Willie McNerney
- Taran Killam como Dickie McNerney
- Alex Thomas como Fred
- George Gaynes como Pe. Robert
- David Rasche como Sr. McNerney
- Raymond J. Barry como Sr. Leezak

## Recepção

### Bilheteria
O filme foi um sucesso nas bilheterias. Com um orçamento de US $ 18 milhões, arrecadou US $ 56.127.162 no mercado interno e ganhou US $ 45.437.773 adicionais em receitas de bilheteria estrangeiras, dando-lhe um total bruto mundial de US $ 101.564.935.

### Crítica
No agregador de críticas Rotten Tomatoes, na pontuação onde a equipe do site categoriza as opiniões da imprensa apenas como positivas ou negativas, o filme tem um índice de aprovação de 20% calculado com base em 106 comentários dos críticos. Por comparação, com as mesmas opiniões sendo calculadas usando uma média aritmética ponderada, a nota alcançada é 4.10/10 que é seguida do consenso: "A trama de Just Married é previsível, e as armadilhas exageradas ficam cansativas."
Já no agregador Metacritic, que calcula as notas usando somente uma média aritmética ponderada a partir das avaliações de 27 críticos que escrevem em maioria para a grande mídia, o filme tem uma pontuação de 28 entre 100, com a indicação de "revisões geralmente desfavoráveis". 